# Erastria sumbensis
Erastria sumbensis är en fjärilsart som beskrevs av Louis Beethoven Prout 1926. Erastria sumbensis ingår i släktet Erastria och familjen mätare. Inga underarter finns listade i Catalogue of Life.